# Dnevnik RTS
Dnevnik RTS (Dziennik RTS) – program informacyjny Radia-Telewizji Serbii, emitowany na antenie RTS1 i RTS Svet, nadawany od 28 sierpnia 1958 r.

## Historia
Pierwsze wydanie wyemitowano 23 sierpnia 1958 r. o godzinie 20.00 jako TV Dnevnik, a poprowadził je Miloje Mića Orlović. Pierwszą czołówkę Dnevnika, obracającą się kulę ziemską, przepasaną wstęgą z napisami „JRT” i „TV Dnevnik”, zaprojektował Andrija Žic.
W 1979 r. zespół złożony z projektanta Nenada Čonkicia, reżysera Dejana Karaklajicia, muzyka Zorana Simjanovicia i scenografa Savy Aćina stworzył charakterystyczną czołówkę Dnevnika z kropkami układającymi się w kształt kontynentów i kulą ziemską wykonującą ruch obrotowy oraz postępowy (od lewej do prawej strony ekranu).

## Prezenterzy
- Ivanka Ristovski[4]
- Milica Nedić[4]
- Ivona Pantelić[4]
- Dane Ilić

## Godziny nadawania
W RTS1 i równolegle w RTS Svet:
- 12:00, 19:30, ok. 23:00 (poniedziałek–piątek)[5]
- 13:00, 19:30 (sobota)[5]
- 12:00, ok. 23:00 (niedziela)[5]

## Czołówki
| Lata      | Czołówki |
| --------- | --- |
| 1958–1965 | Tło w jednolitym kolorze. Na nim obracająca się kula ziemska. Wokół górnej części globu i dolnej wije się wstęga z napisami JRT (na górze) i TV Beograd (na dole) w kroju szeryfowym. Napisy powiększają się i stają się trójwymiarowe. Czołówka projektu Andriji Žica. |
| 1965–1967 | Modyfikacja poprzedniej czołówki – zmieniono wygląd kontynentów i krój czcionki na bezszeryfowy. |
| 1967–1972 | Tło niejednolite. Na nim obracająca się kula ziemska. Wzdłuż górnej części globu pojawia się trójwymiarowy napis JRT, wzdłuż dolnej TV Dnevnik. |
| 1972–1977 | Modyfikacja poprzedniej czołówki – zamiast napisu JRT pojawia się RTB (Radio Televizija Beograd). |
| 1977–1978 | Pierwsza kolorowa czołówka. Kolejno nakładają się na siebie cztery jednakowe mapy świata w odwzorowaniu kartograficznym azymutalnym. Wokół nich pojawia się okrąg, a na nim w górnej części liczba porządkowa, a w dolnej napis TV-DNEVNIK. Na środku mapy logo RTB. |
| 1978      | Najpierw pojawia się logo RTB, które następnie zmniejsza się i umiejscawia w górnej części ekranu. Pod nim nakładają się na siebie dwie jednakowe mapy świata w odwzorowaniu kartograficznym azymutalnym. Pojawia się okrąg wokół mapy, a na nim w dolnej części napis TV-DNEVNIK. Pośrodku mapy liczba porządkowa wydania. |
| 1978–1993 | Rewolucyjna zmiana czołówki. Na granatowym tle pojawiają się kropki w kolorze białym, układając się w mapę świata w odwzorowaniu Merkatora. Od lewej do prawej strony ekranu przetacza się obracająca się wokół własnej osi kula ziemska z kontynentami z podobnych kropek oraz kropkowany napis Dnevnik wraz z liczbą porządkową wydania. W trakcie ruchu kuli znika systematycznie mapa na granatowym tle. Autorem projektu był Nenad Čonkić. |
| 1993–1996 | Kolejna rewolucyjna zmiana. Trójwymiarowa sfera armilarna w kolorze złotym, stojąca w pomieszczeniu w półmroku. Zbliżenie kamery na szczyt sfery zwieńczony miniaturą statui Zwycięzcy z Belgradu, następnie na jeden z pierścieni, po którym przesuwa się wskazówka, pokazując na napis „Radio” oraz nazwy miast Kragujewac i Belgrad wraz z ich współrzędnymi. Krótkie ujęcie modelu globu wewnątrz sfery, potem na kolejny fragment pierścienia z napisem „Televizija” i nazwą miasta Nowy Sad wraz ze współrzędnymi. Powtórnie ujęcie modelu globu. Po nim znów fragment pierścienia, tym razem ze współrzędnymi Niszu i Prisztiny. Kolejno widok na pokrętło z logiem RTS, zbliżenie na wskazówkę pokazującą napis „Srbije” na pierścieniu i widok ogólny sfery amilarnej. |
| 1996      | Skrócona wersja poprzedniej czołówki. Zrezygnowano z ujęcia pierścienia z napisami „Televizija” i „Nowy Sad”, pozostałe ujęcia skrócono. |
| 1996–1998 | Zachmurzone nocne niebo, z którego wyłania się statua Zwycięzcy z Belgradu. Zamiast gołębia Zwycięzca trzyma w ręce model globu. Zbliżenie na glob, z którego błyska oślepiające światło, wypełniające kolorem białym cały ekran. Po chwili pojawia się obracająca się kula ziemska. obok której przelatują trzy meteory w kolorach: czerwonym, niebieskim i białym; ten ostatni rysuje napis Dnevnik. |
| 1998–2000 | Rewolucyjna modyfikacja; nowa czołówka nawiązująca do tej sprzed 1992 r. Na nocnym niebie błyskają kolejno trzy światełka w kolorach czerwonym, niebieskim i białym. Następnie pojawia się zamglone nocne niebo, na którym zapalają się z błyskiem okrągłe punkty. Punkty tworzą mapę świata w odwzorowaniu Merkatora. Z prawej strony mapy wyłania się kula, która nawija na siebie utworzoną z punktów mapę. Na dole biały i czerwony punkt tworzą napis Dnevnik. Obracająca się animowana kula ziemska przybiera rzeczywisty wygląd, obok napisu wyświetla się liczba porządkowa dziennika. Na koniec narrator odczytuje słowa „(...) Dnevnik, Radio-Televizija Srbije”. |
| 2000–2001 | Tło w kolorze niebieskim, po lewej stronie obracająca się kula ziemska, wokół obwodu której krążą napisy „dnevnik rts”. Po prawej przewijana lista tematów poruszanych w dzienniku. Kula ziemska znika, pojawia się napis Dnevnik i logo RTS. |
| 2001–2003 | Obracający się przezroczysty sześcian z kontynentami na ściankach, w tle ciemnoniebieska tkanina powiewająca na wietrze. Kontynenty znikają, sześcian rozświetla się kolorem czerwonym i niebieskim, pojawia się na nim liczba porządkowa dziennika w kolorze białym. Pod sześcianem napis „Dnevnik” i niżej „Radio Televizije Srbije”. |
| 2003–2010 | Ujęcia uproszczonej sfery amilarnej w kolorach szaroniebieskim i złotym. Na koniec z lewej strony ekranu pojawia się złota łyżwa, nad nią napis Dnevnik w kolorze białym. Z prawej strony do łyżwy dołącza granatowy prostokąt ze złotą liczbą porządkową dziennika. |
| 2010–2022 | Rewolucyjna modyfikacja; nowa czołówka nawiązująca do tej sprzed 1992 r. Na tle w cieniowanych barwach białej, niebieskiej i czerwonej lądują spadające jakby z góry kropki, tworząc mapę świata w odwzorowaniu Merkatora. Z przodu pojawia się kropkowany napis Dnevnik, rozbija się na punkty i niczym kometa z długim warkoczem wlatuje za mapę. Kula ziemska z kropkowanymi kontynentami przetacza się od lewej do prawej, zmazując mapę. Kula zatrzymuje się po prawej, z oddali z lewej przylatują kropki i układają się w napis Dnevnik, do którego, zamiast liczby porządkowej wydania, dołącza większa kropka. Kolory oprawy graficznej różniły się w zależności od godziny wydania.                                                                                   |
| od 2022   | Bordowe tło z jasną kulą świetlną, od której wiją się wstęgi ponad globem. Na globie ciemne kropki tworzące kontynenty, które pod wpływem przelatujących nad nimi wstęg zapalają się na czerwono. Na koniec pełny widok globu z kontynentami na tle czarno-czerwonym i biały prostokąt z bordową liczbą porządkową dziennika i napisem Dnevnik. |